# Svit (альбом Kazka)
Svit — третій студійний альбом українського гурту KAZKA, який було представлено 5 листопада 2021 року під лейблом Mamamusic. Для гурту ця платівка є досить експериментальною, адже складається із різнопланових пісень. Зокрема до альбому увійшли декілька саундтреків (до анімаційного серіалу «KAZKA: Таємниця Чарголосу», серіалу «Моя улюблена Страшко», фільмів «Любов і блогери» і «Чорнобиль»), дуети (пісня «Зірочка» записана із Тіною Кароль, «Поруч» — із Alekseev, а «Не своя» — дует із Roxolana), а також варто відзначити пісню «Не своя», яка є варіацією на вірші українського поета 30-х років Михайля Семенка.

## Про альбом
Про те, що восени 2021 року буде представлено новий студійний альбом гурту Kazka стало відомо в середині вересня 2021 року. Анонс альбому відбувся на вечірці з приводу святкування мільйона підписників на офіційному YouTube-каналі колективу. На цій же вечірці було представлено оновлений логотип гурту, який в результаті став і обкладинкою альбому Svit. Солістка гурту Олександра Зарицька зазначила, що «…нова айдентика — це поєднання творчості, національного культурного коду та етнічних мотивів, закладених у нашій ДНК». Одночасно із релізом альбому відбувся анонс туру містами США та України навесні 2022 року.

## Список пісень
| #     | Назва                                                | Автор слів                          | Автор музики                                    | Тривалість |
| ----- | ---------------------------------------------------- | ----------------------------------- | ----------------------------------------------- | ---------- |
| 1.    | «Красива серцем»                                     | Катерина Офліян                     | К. Офліян                                       | 3:16       |
| 2.    | «Автовідповідач»                                     | Сергій Локшин                       | Сергій Єрмолаєв (Ранов)                         | 3:26       |
| 3.    | «Вирулю»                                             | С. Локшин                           | С. Єрмолаєв (Ранов)                             | 2:47       |
| 4.    | «Острів»                                             | Ярина Сізик                         | С. Єрмолаєв (Ранов)                             | 2:38       |
| 5.    | «Поруч» (feat. Alekseev)                             | К. Офліян                           | Р. Квінта                                       | 3:31       |
| 6.    | «Не своя» (feat. ROXOLANA)                           |                                     | Роксолана Сирота                                | 2:26       |
| 7.    | «М’ята»                                              | Олександр Грєвцев, Микола Журавльов | О. Грєвцев                                      | 3:54       |
| 8.    | «Цілувати тебе»                                      | К. Офліян                           | К. Офліян                                       | 3:27       |
| 9.    | «Зірочка» (feat. Тіна Кароль)                        | Т. Кароль, Дмитро Ципердюк          | Д. Ципердюк                                     | 3:35       |
| 10.   | «Різдвяна»                                           | Я. Сізик                            | С. Єрмолаєв Андрій Ігнатченко Костянтин Меладзе | 3:44       |
| 11.   | «М'ята» ([Live of Atlas Weekend] (Bonus Track))      | О. Грєвцев, М. Журавльов, Я. Сізик  | О. Грєвцев                                      | 4:33       |
| 12.   | «Поруч» (акустична версія) (feat. Alekseev) ([Live]) | К. Офліян                           | Р. Квінта                                       | 3:28       |
| 41:21 |                                                      |                                     |                                                 |            |